# Velký Újezd (Kojatice)

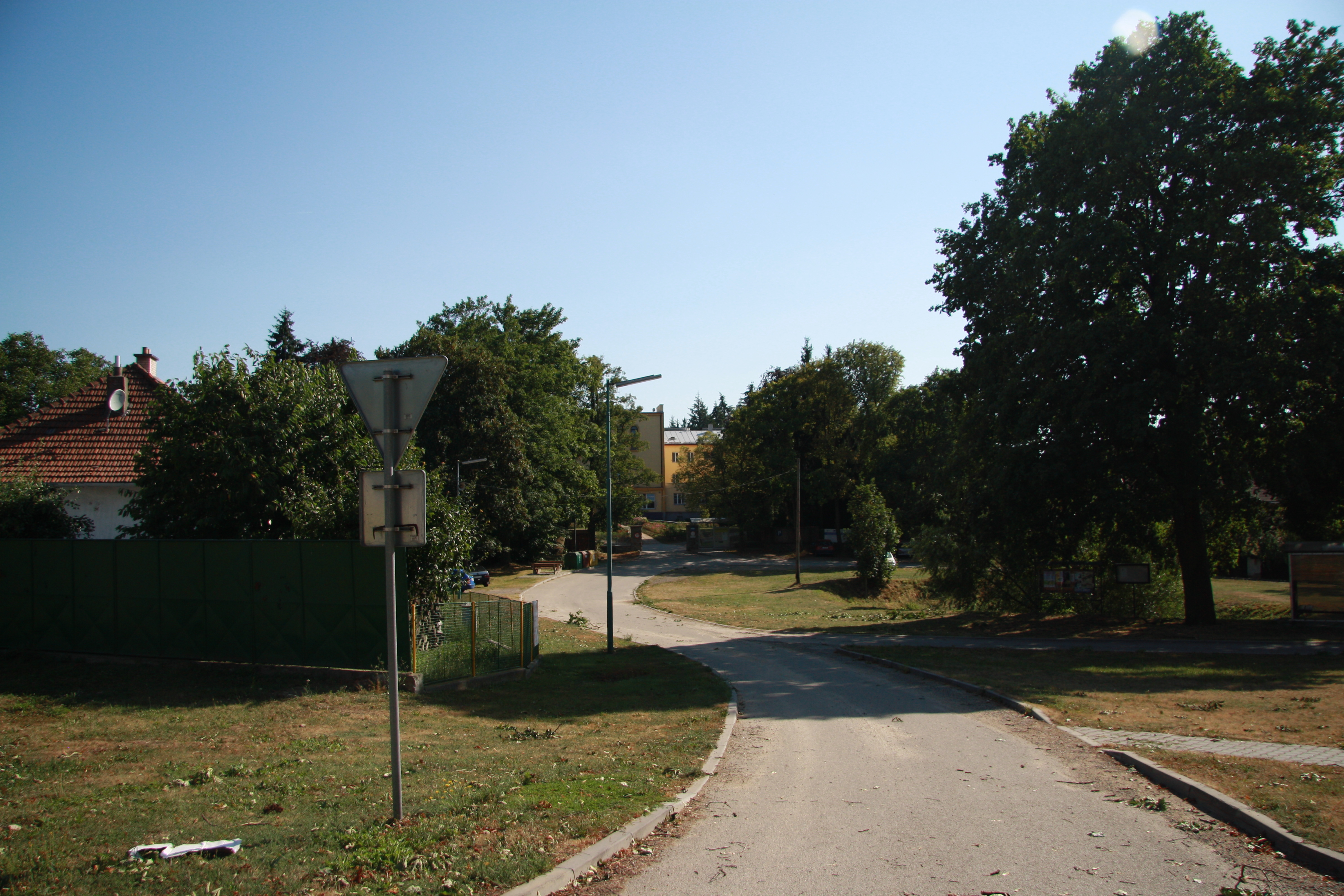
Ortszentrum

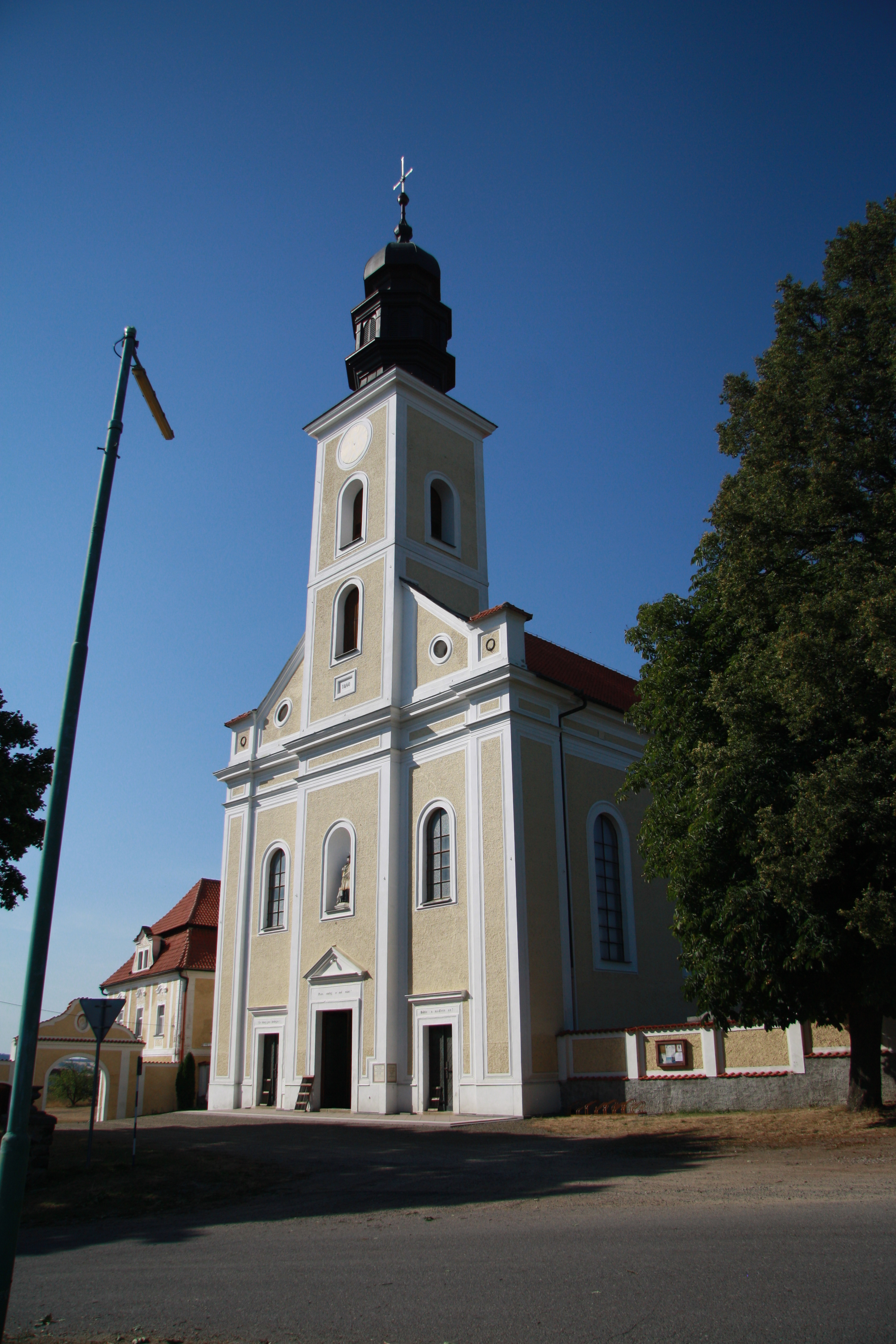
Kirche St. Peter und Paul

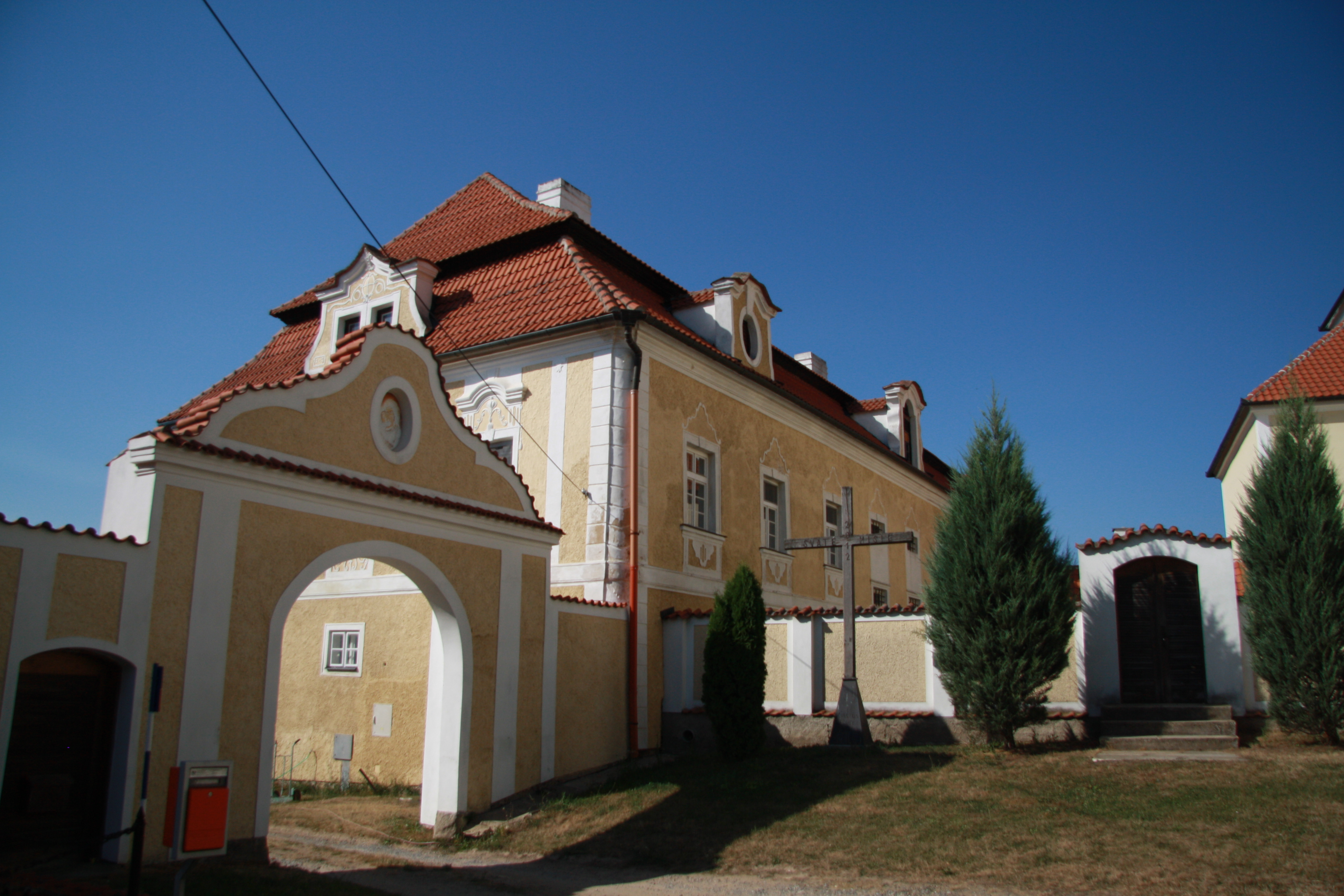
Pfarrhaus

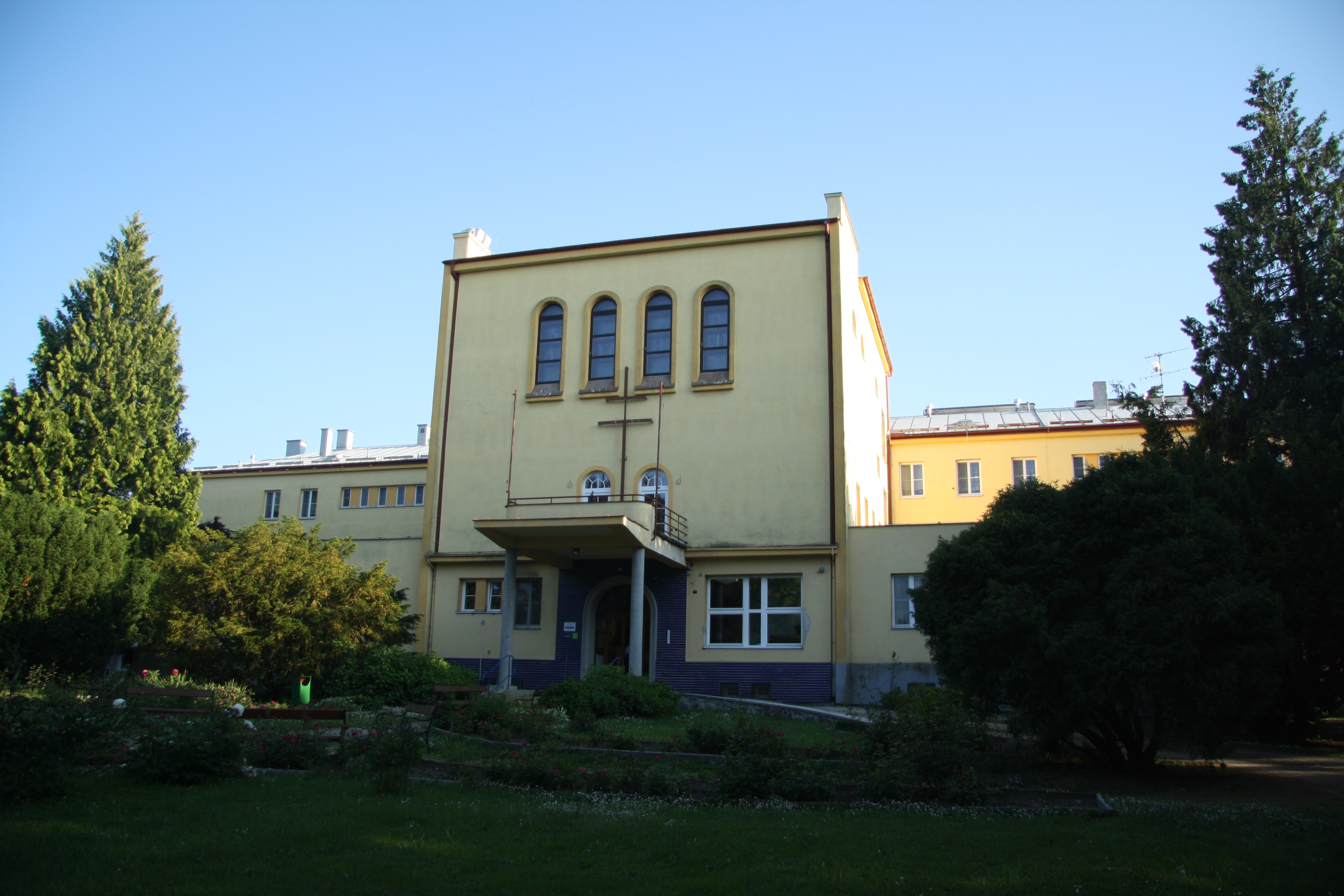
St. Agnes-Heim

Velký Újezd (deutsch Groß Augezd, 1939–45 Groß Aujest) ist ein Ortsteil der Gemeinde Kojatice in Tschechien. Er liegt neun Kilometer östlich von Jemnice und gehört zum Okres Třebíč.

## Geographie
Der Kirchweiler Velký Újezd befindet sich linksseitig über dem Tal des Baches Bihanka in der Dešovská pahorkatina (Deschauer Hügelland). Östlich erheben sich der Smilovský kopec (506 m. n.m.) und die Kojatická horka (539 m. n.m.) sowie im Süden der Vykáň (502 m. n.m.). Gegen Südwesten wird die Bihanka im Stausee Asuán gestaut.
Nachbarorte sind Rácovice im Norden, Dědice, Dubina und Nimpšov im Nordosten, Spetice im Osten, Na Čihadle und Kojatice im Südosten, Dešov und Malý Dešov im Süden, Hornice, Kdousov und Dobrá Voda im Südwesten, Slavíkovice und Mladoňovice im Westen sowie Lhotice und Třebelovice im Nordwesten.

## Geschichte
Die Kirchengut Velký Újezd war seit der zweiten Hälfte des 13. Jahrhunderts eine besondere Pfründe des Kollegiatkapitels Kroměříž. Die erste urkundliche Erwähnung erfolgte 1377, als der Kroměřížer Kanoniker Peter von Mělník dem Pfarrverweser Niklas den großen und den kleinen Zehnt von dem Gut gegen eine jährliche Zahlung von 24 Mark Prager Groschen für immer überließ. Durch diesen Vertrag besaß das Kapitel in Velký Újezd nur noch eine Geldpfründe, während der jeweilige Pfarrer Nutznießer wurde. Das Präsentationsrecht oblag dem ältesten Kanoniker. Bischof Stanislaus Pavlovský von Pavlovitz verpflichtete 1597 die Augezder Pfarrer zur Erhöhung ihrer Zahlung an das Kollegiatstift um 100 Mährische Gulden.
Im Jahre 1834 umfasste das im Znaimer Kreis gelegene und der Jurisdiktion der Herrschaft Budkau unterstellte Gut Groß Augezd eine Fläche von 267 Joch 1468 Quadratklafter. Zum Gut gehörte einzig das aus neun Häusern mit 29 mährischsprachigen Katholiken bestehende Dorf Groß-Augezd bzw. Augezd Welky. Unter dem Patronat des Kremsierer Kapitels standen die dem Jamnitzer Dekanat zugeordnete Pfarrei, die Kirche St. Peter und Paul sowie die Schule. Erwerbsquelle bildete die Landwirtschaft. Groß-Augezd war Pfarrort für Dieditz, Groß-Deschau, Klein-Deschau (Malý Dešov), Hornitz, Kojatitz, Nimptschdorf, Ratzowitz und Třebelowitz. Bis zur Mitte des 19. Jahrhunderts blieb Groß-Augezd ein landtäfliges Gut.
Nach der Aufhebung der Patrimonialherrschaften bildete Velký Újezd / Groß Augezd ab 1848 eine Ansiedlung der Gemeinde Kojatice im Gerichtsbezirk Mährisch Budwitz. Ab 1869 gehörte Velký Újezd zum Bezirk Znaim; zu dieser Zeit hatte der Weiler 59 Einwohner und bestand aus sechs Häusern. 1896 wurde Velký Újezd dem Bezirk Mährisch Budwitz zugeordnet. Im Jahre 1900 lebten in Velký Újezd 49 Personen; 1910 waren es 46. Nach dem Ersten Weltkrieg zerfiel der Vielvölkerstaat Österreich-Ungarn, der Weiler wurde 1918 Teil der neu gebildeten Tschechoslowakischen Republik. Beim Zensus von 1921 lebten in den fünf Häusern von Velký Újezd 44 Personen, die Ansiedlung wurde als Chaluppengruppe eingestuft. 1930 bestand Velký Újezd aus fünf Häusern und hatte 39 Einwohner.
Auf Initiative des Pfarrers František Baláž gründeten die Barmherzigen Schwestern vom 3. Orden des heiligen Franziskus aus Brünn 1937 das St. Agnes-Altenheim. Von 1939 bis 1945 gehörte Velký Újezd / Groß Aujest zum Protektorat Böhmen und Mähren. Das Altenheim wurde 1942 aufgelöst und in dem Gebäude eine Heilstätte für Lungenkranke eingerichtet. Auf Beschluss des Gesundheitsministeriums erfolgte 1947 die Aufhebung der Lungenheilstätte, ab dem 15. Mai 1947 wurde das Heim wieder für seinen ursprünglichen Zweck genutzt. Nach dem Februarumsturz von 1948 wurden die Franziskanerinnen enteignet und das Heim verstaatlicht. Im Jahre 1950 hatte Velký Újezd 255 Einwohner, den überwiegenden Anteil davon machten die Heimbewohner aus.
Bei der Gebietsreform von 1960 wurde Velký Újezd im Zuge der Aufhebung des Okres Moravské Budějovice dem Okres Třebíč zugeordnet. Seit 1961 wird Velký Újezd als Ortsteil von Kojatice geführt. Zu dieser Zeit hatte der Ort 313 Einwohner. Zwischen 1976 und 1990 war der Ort nach Dešov eingemeindet. 1992 erfolgte die Rückübertragung des Heimes an die Barmherzigen Schwestern. Beim Zensus von 2001 lebten in den sieben Häusern von Velký Újezd 156 Personen. Seit 2011 betreiben die Barmherzigen Schwestern vom 3. Orden des heiligen Franziskus unter Schutz der heiligen Familie das St. Agnes-Seniorenheim.
In Velký Újezd bestehen zwei Friedhöfe; der Pfarrfriedhof an der Kirche und der Heimfriedhof im südwestliches Teil des Heimgeländes.

## Ortsgliederung
Der Ortsteil Velký Újezd bildet den Katastralbezirk Velký Újezd u Kojatic.

## Sehenswürdigkeiten
- Kirche St. Peter und Paul, erbaut 1859–1861 anstelle eines älteren Vorgängerbaus
- Pfarrhaus, errichtet 1737
- Wegkapelle im Wald Na Křivánkách, errichtet im 19. Jahrhundert
- Wegkapelle nördlich des Dorfes, aus dem 19. Jahrhundert
- Sühnekreuz aus dem 18. Jahrhundert, in der Friedhofsmauer
- Zwei Bildstöcke
- Mehrere Wegkreuze